# Anna Jarvis
Anna Jarvis, född 1864 i Taylor County i West Virginia, död 1948, är den som anses ha startat firandet av Mors dag i USA.
På årsdagen av sin mors, Ann Jarvis, bortgång ville Anna hedra hennes minne. Den 10 maj 1908 hölls därför en gudstjänst med fokus på fjärde budet och moderskärlek. Kyrkan pryddes av Jarvis själv och till alla besökare delades vita nejlikor ut, moderns favoritblomma.